# 池真理子

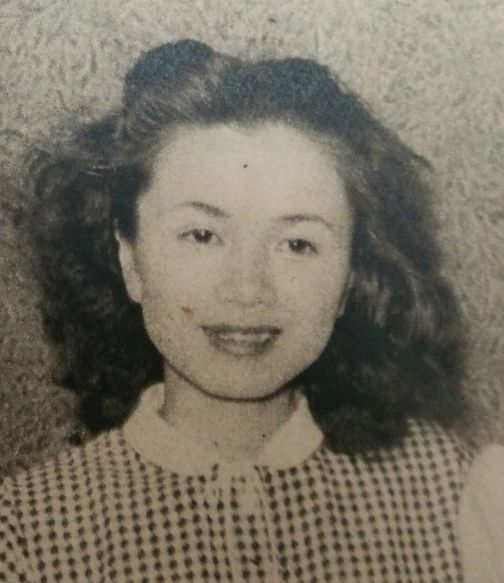
1948年

池 真理子（いけ まりこ、1917年1月2日 - 2000年5月30日）は、ジャズ・ラテン・フォルクローレの歌手。京都府生まれ。宝塚音楽学校卒業。愛称は「アイク」。なお、サインや後年のテレビ出演のテロップでは池眞理子となっている。宝塚歌劇団24期生。宝塚歌劇団在団時の芸名は三日月美夜子である。

## 略歴
1917年（大正6年）1月2日、京都の万寿寺生まれだが、実家は僧ではなく、父親はその婿養子で京都帝国大学の学生だった。生後6か月で父が結核で亡くなり、母は女学校教員となったため、祖父母の手で養育された。
平安女学院に入学したが、友達の家出に付き合ったことから祖父の怒りを買い、京都高等女学校に転校させられる。卒業後、母の薦めで1934年（昭和9年）宝塚少女歌劇団（現在の宝塚歌劇団）に入団した。同期生に天城月江、寶登茂子らがいる。「三日月美夜子」の芸名で声楽専科に在籍するも、一向に芽が出なかった。
友人に誘われて、初めて行った東山のダンスホールでジャズの魅力にとりこになり、親族の反対を押し切り、1937年（昭和12年）に宝塚少女歌劇団を退団する。
その後、ジミー原田に師事して東山ダンスホールで、歌うコンダクター（指揮者）として、人気を博するも1940年（昭和15年）にダンスホールが閉鎖した。その後、三島一声・一色皓一郎の推薦で佐々木俊一の内弟子となり、翌年ビクターから「君と別れて」（一色との共唱）でレコードデビューする。さらに第2弾「青いリボンのお嬢さん」も吹き込まれたものの、リボンが検閲にひっかかり、発売中止に。そのことなどもあり、ニッチク（戦時中の日本コロムビア）へ移籍。慰問隊員として全国を回る。
終戦を迎え、レコード会社でも早速アメリカ調の曲を発売することになり、池に白羽の矢が立ち、コロムビアから改めて「愛のスウヰング」でデビューした。大ヒットし、「スウィングの女王」と呼ばれるようになり、その後も「センチメンタル・ジャーニー」「愛の散歩」「ボタンとリボン」など、洋楽または洋楽調のヒットを連発した。特に「ボタンとリボン」は、歌詞の”Buttons and bows"を日本語読みで「バッテンボー」と歌って流行語になるほどヒットした。
私生活では、作詞家の鈴木アラン勝（鈴木大拙の養子）と結婚し、一女（セラピストの池麻耶）を儲けるが、アランに女ができ1959年（昭和34年）に離婚した。
1960年（昭和35年）に渡米した。娘を知人である米人夫婦に預け、全米各地を回る。8か月後、ラテン系の新リズム「パチャンガ」を土産に帰国した。
そしてラテン音楽に目覚め、それから8年間ラテンに専念した。
1965年、宝とも子らと日本ラテン音楽協会（現在の日本ラテンアメリカ音楽協会/アムラン）を設立。
1970年から1971年（昭和45から46年）頃より、フォルクローレに興味を持ち始め、1973年（昭和48年）には本場ペルーの首都リマで単独コンサートを催した。また和製フォルクローレ曲「インカ王女の子守唄」も披露した。
その後も、音楽の道への追究は続き、1980年代にはロシア音楽に興味を持ち、「百万本のバラ」などを原語で披露するまでに至る。歌手生活40周年コンサートでは都都逸まで歌った。
また、1982年（昭和57年）からは二葉あき子、並木路子、安藤まり子、柴田つる子と「コロムビア五人会」を立ち上げ、老人ホーム慰問からハワイ公演、演劇まで幅広く活動した。
1995年には、デビュー50周年記念で、並木路子・岡本敦郎とそれぞれ新曲を発売し、健在振りをアピールした。なお、池・並木・岡本の3人は、同じコロムビアに所属し、デビューも同期（彼らが戦後第1号の歌手デビュー）であった。このことは、池や並木が、後年出演したテレビ番組の中で自ら語っている。
最晩年までテレビ・ラジオ・舞台に活躍し続けたが、2000年（平成12年）5月28日、ホテルのパーティーでのセッションで「センチメンタル・ジャーニー」を歌っている最中に倒れ、同月30日にクモ膜下出血で死去した。83歳没。
愛称はアイク。（名字〈IKE>、及びアイゼンハワー米大統領のニックネームから）

## エピソード
- 「（ジャンルにこだわらず）良い歌を歌いたい」が口癖で、「良い歌があると聞けば南極でも行ってしまうような人」と親交の深かった二葉あき子は語っている。実際アメリカ、ロシア、ペルーなどに留学している。
- ヒット曲「愛の散歩」は仮題は「まり子ブギ」というものであったが、何らかの事情から改題発売/延期となった。吹き込みは笠置シヅ子の「東京ブギウギ」発売前であり、もし諸事情がなければ「ブギの女王」は笠置では無かった可能性がある。なお「愛の散歩」作曲の平川英夫は、服部良一の高弟である。
- 「東京ブギウギ」作詞時、夫であった鈴木勝がなかなか詞が書けず、池が手伝い、曲を聴きながら大部分を作詞した。
- 「長崎の鐘」吹き込みは最初、池でとレコード会社は考えていたが、歌詞を見た池は「『長崎の鐘』は永井隆博士のご心境を歌ったものであるから、男の人が歌うべき。」と思い、尊敬していた藤山一郎へ吹き込みを切望し、会社側を説得。自身は母の気持ちを歌ったB面「いとし吾が子」を吹き込んだ。

## 代表曲/持ち歌
- 愛のスウヰング
- 愛の散歩
- ダリアの恋

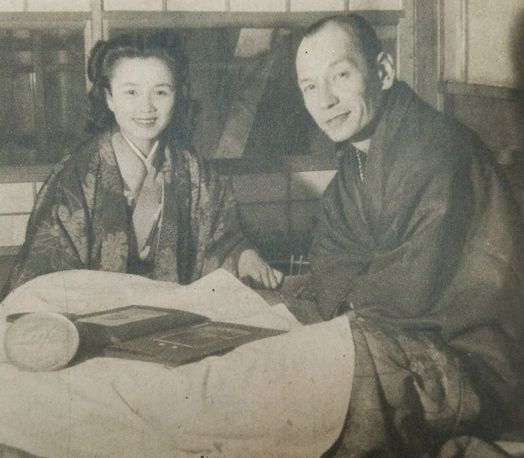
夫・鈴木勝とともに（1949年）

- ボタンとリボン - 発売当時の売上は30万枚[2]の大ヒット
- センチメンタル・ジャーニー
- チョグイ鳥（パラグアイ民謡）
- 百万本のバラ
- コンドルは飛んで行く
- 黒と白のニンバ
- 恋星
- インカ王女の子守唄
- アルレキーノ（道化者）
- 祇園ブギ
- あなたがくれたオルゴール
- 丘の小さな青い屋根
- いとし吾が子
- 長崎の鐘

## NHK紅白歌合戦出場歴
| 1952年（昭和27年）/第2回                                          | 恋の街角で               | 宇都美清   |
| 1953年（昭和28年）/第3回                                          | 祇園ブギ                 | 竹山逸郎   |
| 1953年（昭和28年）/第4回                                          | 星降る渚                 | 笈田敏夫   |
| 1955年（昭和30年）/第6回                                          | あなたがくれたオルゴール | 真木不二夫 |
| 1956年（昭和31年）/第7回                                          | どうして嫌と云えましょう | 津村謙     |
| 1957年（昭和32年）/第8回                                          | 黒と白のニンバ           | 三浦洸一   |
| - このうち、第6回・第7回・第8回はラジオ中継による音声が現存する。 |                          |            |

## テレビ
- 一枚の写真（フジテレビ）1992年に出演。